# Artaban II. Partski
Artaban II. Partski je bio vladarom Partskog Carstva (?-38.). Vladao je vladao od 10. do 38. godine, uz manji prekid 35. – 36. godine.
Bio je sin kraljevne iz dinastije Arsacida, koja je živjela na istoku među narodom Daha. 
Na prijestolje su ga doveli partski velikaši (grandi) koji nisu htjeli priznati Vonona I., kojeg je rimski car August poslao iz Rima, gdje je Vonon živio kao talac temeljem mirovnog sporazuma Parta i Rima, za nasljednika njegova oca Fraata IV.
Tako su 10. godine partski velikaši (grandi) koji nisu htjeli priznati Vonona I. za vladara na prijestolje partske države doveli Artabana II. Uslijedio je građanski rat.
Kad je partski kralj Vonon I. bio izgnan iz Partije zbog njegove prorimske politike i zapadnjačkih manira.,kratko je zauzeo armensko prijestolje uz rimski pristanak. Time su se armenski Arsakidi prvi put pojavili na armenskom prijestolju. To je bilo 12. godine. Artaban II. zahtijevao je neka ga se ukloni s prijestolja. Budući da August se nije želio upustiti u rat s Partima, uklonio je Vonona I. s prijestolja i poslao ga je u Siriju.
35. je godine partski kralj Artaban II. provalio u Armeniju. 36. je godine dio partskog plemstva pobunio protiv Artabana II., pa su se obratili rimskom caru Tiberiju da im pošalje kralja iz Fraatove rodbine. Tiberije je poslao Tiridata na istok, a vojskovođi Luciju Viteliju (ocu cara Vitelija) naredio vratiti rimsku vlast ondje. Uspješnim vojnim i diplomatskim akcijama Lucije Vitelije je uspio u potpunosti obaviti zadaću. Pristaše su napustile Artabana II., a sami Artaban II. je pobjegao. 
Tiridat je proglašen partskim kraljem, no nije se mogao održati na vlasti budući je bio vazalom Rimskog Carstva. 
Artaban II. se uskoro vratio iz Hirkanije sa snažnom vojskom skitskih (daških) pomoćnih snaga, pa su ga Parti opet prihvatili za vladara. Tiridata je natjerao povući se. Prvo se povukao u Seleukiju na rijeci Tigrisu. Nakon nego vremena morao je u potpunosti otići iz partske države. Sklonio se u rimskoj provinciji Siriji.
Rimski je povjesničar Tacit zapisao da je partski sudski službenik Abdagaes koji je politički kontrolirao Tiridata, poštedio Tiridata opasnosti sprječavajući ga posjetiti partska plemena. Ova politika su držala nepouzdane klanove podalje od zamisli o ujediinjenju protiv Tiridata. Kad je stanje postalo neodrživim, Abdagaes je svjetovao Tiridata povući se zapadno prema Mezopotamiji gdje su strateške obrambene lokacije bile pogodne. Partska su plemena ovaj pokret smatrala kukavičkim činom, što je sve dovelo do Tiridatova izgnanja s moći.
Umro je oko 38., a naslijedio ga je sin Vardan I.

## Baština
Imao je petoricu unuka koji su bili na prijestoljima Partije i Armenije: Vologaz I., Pakor II., Hozroje I., Mitridat IV. i Tiridat I. Armenski.